# 21. skupina astronautů NASA

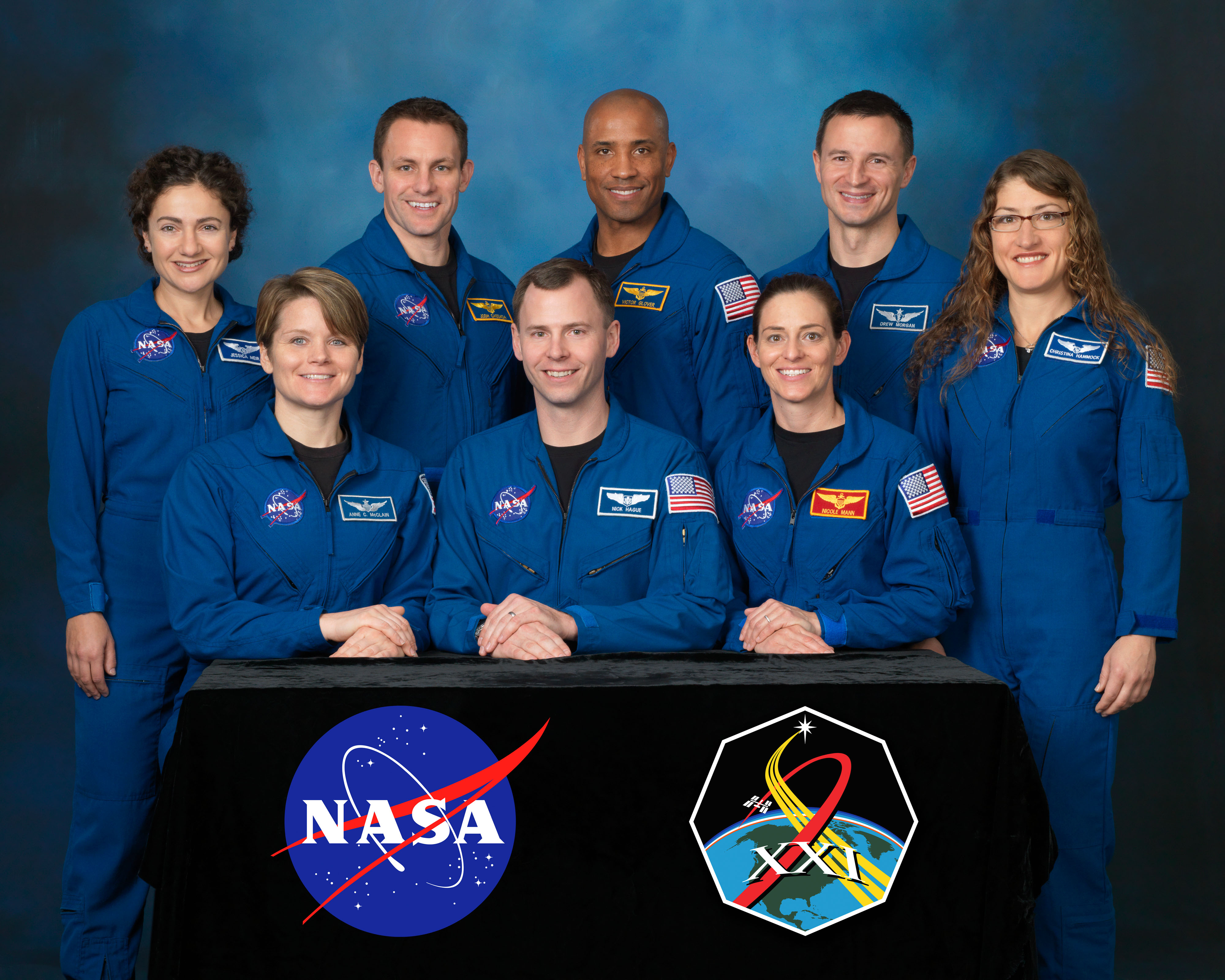
Meirová, McClainová, Cassada, Hague, Glover, Mannová, Morgan a Kochová (zleva)

21. skupina astronautů NASA je osmičlenný tým vytvořený z kandidátů na astronauty, které vybrala NASA v roce 2013. Skupina byla pojmenována The 8-Balls (volně "Osmičky") a základní výcvik ukončila v červenci 2015.

## Historie skupiny
V pořadí 21. skupinu začala NASA vybírat koncem roku 2011 – příjem přihlášek byl zahájen v den vyhlášení výběru 15. listopadu 2011 a ukončen 27. ledna 2012. Z více než 6 300 elektronických přihlášek experti NASA během roku 2012 vydestilovali 120člennou skupinu uchazečů, kteří byli pozváni na pohovory v Johnsonově vesmírném středisku (JSC) v Houstonu. Po další redukci vznikla skupina o zhruba 50 lidech, která absolvovala podrobnější pohovory a lékařskou prohlídku počátkem roku 2013.
Ačkoli ještě na konci ledna 2013 NASA předpokládala výběr 10 až 15 nových astronautů, oznámila 17. června 2013 pouze osm jmen vybraných kandidátů. Stali se jimi: Josh Cassada, Victor Glover, Tyler (Nick) Hague, Christina Kochová (tehdy s dívčím jménem Hammocková), Nicole Mannová, Anne McClainová, Jessica Meirová a Andrew Morgan.
Všech 8 Osmiček se 20. srpna 2013 dostavilo k zahájení svého bezmála dvouletého základního tréninku v JSC, po jehož úspěšném dokončení se 7. července 2015 stali řádnými členy oddílu astronautů, připravenými k zařazování do letových posádek.
Jako první z nich byl do posádky zařazen a odstartoval Nick Hague, jeho let v Sojuzu MS-10 však 11. října 2018 trval jen několik minut kvůli selhání nosiče Sojuz F-G, a tak Hague svůj první let absolvoval společně s Christinou Kochovou o pět měsíců později v lodi Sojuz MS-12. Díky tomu se první členkou 21. skupiny, která se úspěšně dostala do vesmíru, stala Anne McClainová svým startem v Sojuzu MS-11 v prosinci 2018. Naopak jako poslední z celé kupiny do vesmíru odletěli s misí SpaceX Crew-5 Nicole Mannová a Josh Cassada.
Cassada se pro změnu stal prvním ze skupiny, kdo oddíl astronautů i NASA k 1. říjnu 2024 opustil.

### Pojmenování The 8-Balls (Osmičky)
Předchozí 20. skupina svým následovníkům přidělila přezdívku Osmičky ve smyslu "skupina koulí s číslem 8" a s odkazem na skutečnost, že v jedné z variant kulečníku se s černou koulí s číslem 8 hraje jako s poslední po předchozích 14 koulích. Tehdejší vedoucí oddílu astronautů NASA Robert Behnken prohlásil, že nadějí 14 členů 20. skupiny je, že 8 nových kandidátů na astronauty bude do misí přiděleno až poté, co se vystřídají všichni členové 20. skupiny. Za zmínku stojí, že toto přání zůstalo nesplněno, protože 3 členové 20. skupiny byli "předběhnuti" – David Saint-Jacques, Jeanette Eppsová a Jeremy Hansen.

## Seznam členů skupiny
| Astronaut         | Uskutečněné a budoucí mise                                               | Celkový čas letů             | astronautem do |
| ----------------- | ------------------------------------------------------------------------ | ---------------------------- | -------------- |
| Josh Cassada      | SpaceX Crew-5 (Expedice 68)                                              | 157 dní, 10 hodin a 1 minuta | 1. října 2024  |
| Victor Glover     | SpaceX Crew-1 (Expedice 64/65) • Artemis II                              | 167 dní, 6 hodin a 29 minut  | aktivní        |
| Nick Hague        | Sojuz MS-10 • Sojuz MS-12 (Expedice 59/60) • SpaceX Crew-9 (Expedice 72) | 373 dní, 20 hodin a 25 minut | aktivní        |
| Christina Kochová | Sojuz MS-12/Sojuz MS-13 (Expedice 59/60/61) • Artemis II                 | 328 dnů, 13 hodin, 58 minut  | aktivní        |
| Nicole Mannová    | SpaceX Crew-5 (Expedice 68)                                              | 157 dní, 10 hodin a 1 minuta | aktivní        |
| Anne McClainová   | Sojuz MS-11 (Expedice 58/59) • SpaceX Crew-10 (Expedice 73)              | 351 dní, 7 hodin a 45 minut  | aktivní        |
| Jessica Meirová   | Sojuz MS-15 (Expedice 61/62)                                             | 204 dní, 15 hodin a 19 minut | aktivní        |
| Andrew Morgan     | Sojuz MS-13/Sojuz MS-15 (Expedice 60/61/62)                              | 271 dní, 12 hodin a 48 minut | aktivní        |

Kurzívou jsou vyznačeny budoucí lety, zeleně astronauti, kteří jsou právě ve vesmíru.